# Іван Кравченко (білоцерківський полковник)
Кравченко Іван (10-ті рр. 17 ст. — п. наприкінці 1661 або на початку 1662) — полковник білоцерківський.

## Біографія
Особа з прізвищем Кравченко на ім'я Іван записана в «Реєстрі всього Війська Запорозького» 1649 серед керівництва Білоцерківського полку. В джерелах є згадка про сотника К., який під час українсько-татарського походу на Молдову у вересні 1650 (див. Молдовські походи війська Б.Хмельницького 1650, 1652, 1653) в супроводі понад сотні козаків і чотирьох сотень татар був направлений Б.Хмельницьким до гетьмана великого коронного М.Потоцького, щоб відвернути останнього від наміру втрутитися в молдовські справи. Ця дипломатична місія була успішною. Після переговорів у Кам'янці (нині м. Кам'янець-Подільський) К. був щедро обдарований М.Потоцьким. На шляху до Кам'янця (у Могилеві-Подільському) і на зворотному шляху (у Буші, нині село Ямпільського р-ну Він. обл.) К. вів також переговори з рос. послами П.Протасьєвим і Г.Богдановим. Роль К. посилилася в останні роки гетьманства Б.Хмельницького, а 1657 чи 1658 він став білоцерківським полковником. Активно підтримував гетьмана І.Виговського. У серпні 1658 під час вибуху російсько-української війни 1658–59 разом з полковниками І.Богуном, О.Гоголем, І.Сербином та Ш.Саблинським зробив невдалу спробу вибити російський гарнізон з Києва (див. Київська облога 1658). Восени 1658 гетьман І.Виговський, котрий якраз захворів, доручив К. очолити мирні переговори з боярином В.Шереметєвим, який був тоді київським воєводою. Переговори закінчилися досить успішно, і К. навіть присягнув на вірність царю Олексію Михайловичу. У грудні 1658 І.Виговський послав К. з дипломатичною місією до Москви, щоб покласти край війні. К. брав участь у переговорах з кримським ханом Мухаммед-Гіреєм IV, що посприяло відновленню українсько-татарського військового союзу. Брав участь і в переможній битві проти російського війська під Конотопом (1659; див. Конотопська битва 1659). Підтримував І.Виговського до останнього, відмовився прибути на Жердевську раду, на котрій гетьманом було проголошено Ю.Хмельницького. Не визнав рішень Переяславської ради 1659, наслідком якої стала втрата Україною держ. незалежності (див. Переяславські статті 1659). Пізніше К. знайшов спільну мову з Ю.Хмельницьким і став військовим суддею, однак з часом його відносини з Ю.Хмельницьким загострилися і він разом з деякими старшинами вступив у таємні переговори з наказним гетьманом Лівобережної України Я.Сомком, який орієнтувався на Російську державу. Про це стало відомо Ю.Хмельницькому, і з наказу останнього наприкінці 1661 чи на поч. 1662 К. та його однодумців було розстріляно.